# Yann Galut
Yann Galut (* 14. März 1966 in Antony) ist ein französischer Politiker. Er war von 1997 bis 2002 und ist seit 2012 Abgeordneter der Nationalversammlung.
Galut begann bereits 1981 im Vorfeld der Wahl von François Mitterrand zum Präsidenten mit seinem Engagement für das Mouvement des Jeunes Socialistes. In Paris studierte er Jura und war dabei in der UNEF aktiv. 1996 begann er mit seiner Arbeit als Anwalt, die er auch für die Anti-Rassismus-Organisation SOS Racisme ausübte. Im folgenden Jahr wurde er im dritten Wahlkreis des Départements Cher für die Parti socialiste in die Nationalversammlung gewählt. 2002 scheiterte er knapp an der Wiederwahl. Auch seine erneute Kandidatur 2007 scheiterte nur knapp. 2008 gelang ihm der Einzug in den Generalrat des Départements Cher. Mit den Parlamentswahlen 2012 kehrte er zudem ins Parlament zurück. Im Dezember 2012 forderte er als Reaktion auf Gérard Depardieus Steuerflucht, dass in solchen Fällen die Staatsbürgerschaft entzogen werden sollte.